# Asparagus lycicus
Asparagus lycicus är en sparrisväxtart som beskrevs av Peter Hadland Davis. Asparagus lycicus ingår i släktet sparrisar, och familjen sparrisväxter. Inga underarter finns listade i Catalogue of Life.